# Triệu Trung (nhà Hán)
Triệu Trung (chữ Hán: 趙忠; ? - 189) là hoạn quan nhà Đông Hán trong lịch sử Trung Quốc và một trong mười quan thường thị. Ông dự triều chính từ thời Hán Hoàn Đế đến thời Hán Linh Đế và tham gia vào vụ biến loạn trong cung đình..

## Lũng đoạn triều đình
Triệu Trung là người huyện An Bình. Ông vào cung hầu hạ từ thuở nhỏ. Vào thời Hán Hoàn Đế ông giữ chức Tiểu hoàng môn.
Tới thời Hán Linh Đế, Triệu Trung được thăng làm Trung thường thị. Ông liên kết với các hoạn quan Trương Nhượng, Tào Tiết, Vương Phủ thành một khối trong triều đình. Cả 12 trung thường thị do Trương Nhượng cầm đầu được phong tước hầu, mà sử thường gọi là "thập thường thị". Vua Linh Đế yêu quý thập thường thị nên phong cho cha, anh, em họ làm quan khắp các châu quận. Những người này ra sức vơ vét của cải của dân chúng
Triệu Trung cùng Trương Nhượng khuyên vua Linh Đế tăng thuế khóa thêm 10 đồng trên mỗi ruộng nhằm có thêm tiền xây cất cung điện khiến nhân dân phải đóng góp nặng nề. Triệu Trung cũng làm giàu thông qua việc ăn nhiều của đút lót của các quan lại muốn tiến thân và chuyển đổi chức vụ.
Trương Nhượng và các cộng sự hoàn toàn được Hán Linh Đế tin tưởng. Linh Đế thường nói với mọi người rằng vua coi Triệu Trung là mẹ mình.
Năm 184, Trương Giác ở quận Cự Lộc nổi dậy phát động cuộc khởi nghĩa Khăn Vàng chống nhà Hán. Lang trung Trương Câu dâng thư lên Hán Linh Đế kể tội Trương Nhượng, Triệu Trung và những người cùng cánh, cho rằng nguyên nhân loạn lạc vì họ làm nhân dân khổ cực, vì vậy nên bắt chém hết. Nhưng vua Hán không nghe theo, lại tin lời vu cáo của các hoạn quan rằng Trương Câu học đạo Thái Bình của Trương Giác và bắt Trương Câu giam vào ngục. Không lâu sau Trương Câu bị bức tử trong ngục.
Triệu Trung và các hoạn quan xây cất phủ đệ rất to đẹp, do đó khi vua Linh Đế định lên đài trong cung Vĩnh An chơi thì sợ vua trông thấy nhà cửa xa hoa của mình, vội sai người can vua không nên lên cao:
Thiên tử không nên lên cao, vì như thế sẽ làm thiên hạ nghèo đi.
Linh Đế nghe theo, không lên đài nữa.
Ít lâu sau Triệu Trung được phong làm Xa kỵ tướng quân, được hơn 100 ngày thì bị bãi miễn.

## Chết trong biến loạn
Tháng 4 năm 189, Hán Linh Đế qua đời. Thái tử Lưu Biện – con Hà hoàng hậu – lên nối ngôi, tức là Hán Thiếu Đế.
Trương Nhượng, Triệu Trung và các hoạn quan mâu thuẫn gay gắt với ngoại thích Hà Tiến – anh Hà thái hậu đang giữ chức Đại tướng quân. Hà Tiến đề nghị Hà thái hậu bãi chức các hoạn quan, nhưng Hà thái hậu lại không chịu vì hoạn quan vốn là những người hầu hạ đắc lực trong cung cấm không thể bỏ đi; hơn nữa trước đây Hà thái hậu từng nhờ thập thường thị can Hán Linh Đế nên không bị truất ngôi hoàng hậu. Thấy Hà thái hậu không chịu, Hà Tiến bèn sai người ra nói với tướng Đổng Trác ở hãy "giả làm phản đòi dẹp hoạn quan", với mục đích là dọa thái hậu phải bằng lòng giết hoạn quan.
Khi Đổng Trác chưa đến thì Hà Tiến lại tới cung Trường Lạc đề nghị Hà thái hậu giết Trương Nhượng, Triệu Trung và tất cả các hoạn quan. Trong các hoạn quan có người nghe được chuyện bèn báo với Trương Nhượng. Trương Nhượng vội huy động vài mươi quân lính cầm binh khí phục sẵn, đợi lúc Hà Tiến ra cửa cung bèn đổ ra bắt sống và giết chết trước điện Gia Đức.
Thủ hạ của Hà Tiến là Viên Thiệu mang quân đánh vào hoàng cung giết hoạn quan báo thù cho Hà Tiến.
Trương Nhượng, Triệu Trung cùng nhóm hoạn quan sống sót đưa Hán Thiếu Đế và em vua là Lưu Hiệp chạy ra khỏi cung. Khi đến bến đò Tiểu Bình ở cạnh sông Hoàng Hà thì cả đoàn bị Thượng thư Lư Thực dẫn quân đuổi theo kịp. Trương Nhượng và Triệu Trung biết không thể thoát, bèn cùng một số hoạn quan dưới quyền khóc bái biệt Hán Thiếu Đế rồi cùng nhảy xuống sông Hoàng Hà tự vẫn. Những hoạn quan ở lại trên bờ bị Lư Thực bắt giết.